# Cartouche (film din 1962)
Cartouche (titlul original: în franceză Cartouche) este un film de capă și spadă, de coproductie franco-italiană, realizat în 1962 de regizorul Philippe de Broca, protagoniști fiind actorii Jean-Paul Belmondo, Claudia Cardinale, Jean Rochefort și Jess Hahn.

## Conținut
Paris în secolul al XVIII-lea: banditul Louis-Dominique Bourguignon împreună cu fratele său mai mic Louison, fură într-o piață de la cetățeni bogați tot ce pot. Când un hoț prins și condamnat urmează să fie executat, Louis-Dominique întâlnește prefectul de poliție Gaston de Ferrussac și soția acestuia Isabelle, de care este imediat fascinat. Apoi merge să se ascundă în tabăra trupei de tâlhari din care face parte și să predea liderului lor Malichot prada furată. În timp ce Malichot pedepsește un hoț care nu a furat nimic, Louis-Dominique intervine și apoi fuge cu fratele său. Pentru a-l evita de acum înainte pe Malichot care era foarte răzbunător, Louis-Dominique se lasă recrutat pentru serviciul militar. 
Cu La Douceur și La Taupe, doi bandiți care au optat și ei pentru viața de soldat, se decid să fure aurul destinat caseriei regimentului aflat în grija unui mareșal și găsesc adăpost într-un han. Acolo o cunoaște pe hoața Venus și începe să flirteze cu ea. Un sergent și mai mulți soldați ajung în sfârșit să recupereze aurul și să-l aresteze pe Louis-Dominique și pe complicii săi. Printr-o împrejurare, Venus fuge cu aurul la Paris și îl așteaptă acolo pe Louis-Dominique. Între timp, La Douceur, La Taupe și Louis-Dominique sunt închiși în pivnița hanului, dar cu toate acestea, reușesc să scape. La Paris, Louis-Dominique află că Venus se găsește în mâinile lui Malichot dar reușește să îl înfrunte și să devină el liderul bandei. 
De acum încolo, sub numele de Cartouche, continuă mai departe să jefuiască bogații, împreună cu oamenii săi. Venus, care s-a îndrăgostit de el, îl susține și ea. Împreună, fură de la bogați și împărtășesc prada oamenilor săraci. Când Cartouche o întâlnește din nou pe Isabelle de Ferrussac, se decide să-i câștige inima. Vénus reacționează cu gelozie, pentru care Cartouche îi propune o seară petrecută în doi. Malichot însă, îi trădează prefectului poliției. Deși Cartouche și Venus reușesc să scăpe de soldați, mai mulți soldați iau cu asalt ascunzătoarea bandei și îl prind pe La Douceur, iar ca să-l salveze, Cartouche îi propune un târg prefectului de poliție, dar acesta nu acceptă. Cartouche și oamenii lui, totuși reușesc să îl salveze pe La Douceur de la execuție.
Seara, Cartouche face o vizită lui Isabelle în dormitorul ei. Vrea să o convingă de dragostea lui dar fără succes. După ce a depus la picioarele ei comoara furată de la un ambasador turc, Cartouche îi propune lui Isabelle o întâlnire în doi. Pierette, servitoarea Isabellei, îi spune soțului, despre întâlnirea celor doi. Acolo, Cartouche surprins de oamenii lui Ferrussac, este în sfârșit arestat. Pe o potecă de pădure, Vénus și gașca lui Cartouche pândesc soldații care urmează să-l ducă la închisoare. Reușesc să-l elibereze pe Cartouche, dar Venus este lovită de un glonț tres de unul din soldți și moare. Cartouche și banda sa ajung la un bal al înaltei societăți la care participă Isabelle. Adună bijuteriile de la oaspeții prezenți cu care acoperă cadavrul lui Venus, pe care Cartouche îl scufundă apoi într-o caleașcă de aur în râu. El jură răzbunare conștient că va urma propria sa execuție...

## Distribuție
- Jean-Paul Belmondo – Louis-Dominique Bourguignon / Cartouche
- Claudia Cardinale – Vénus
- Jess Hahn – La Douceur
- Marcel Dalio – Malichot
- Jean Rochefort – La Taupe, un locotenent al lui Cartouche
- Philippe Lemaire – Gaston de Ferrussac
- Noël Roquevert – sergentul recrutor
- Odile Versois – Isabelle de Ferrussac
- Jacques Charon – colonelul
- Lucien Raimbourg – mareșalul senil
- Jacques Balutin – călugărul Capucine
- Pierre Repp – marchizul de Griffe
- Jacques Hilling – un hangiu
- Paul Préboist – jandarmul
- René Marlic – micul unchi
- Philippe Castelli – comisarul
- Paul Préboist – jandarmul
- Madeleine Clervanne – Pierette
- Raoul Billerey – complicele lui Cartouche
- Alain Dekok – Louison
- Enzo Cerusico – un bandit